# Salih Durkalić
Salih Tsitso Durkalić, né le 24 juillet 1951 à Barja, est un joueur de football yougoslave actif durant les années 1970 et 1980.

## Carrière
Après s'être fait repérer en Yougoslavie, Salih Durkalić arrive en Belgique au KV Courtrai. Dès l'année suivante, il découvre la D1 avec Sochaux et participe à la coupe UEFA 1980-1981.
Il arrive à Épinal en Division 3 puis au Red Star Mulhouse club de Division 4 en 1985
Il poursuit sa carrière en France et après sa retraite s'installe à Mulhouse. Il entraîne des clubs amateurs dont l'US Azzuri Mulhouse, le RC Mulhouse ou les - de 13 ans du FC Mulhouse.